# Nadja Witzansky
Nadja Eriksson, känd under flicknamnet Nadja Witzansky, född 22 januari 1935 i Oscars församling, Stockholm, är en svensk skådespelare.

## Biografi
Witzansky var dotter till balettmästaren Axel Witzansky och hans hustru Greta, född Simpson. Hennes yngre syskon är skådespelaren Nini Witzansky och Peter Witzansky. Hennes ursprungliga tanke var att bli dansös och hon gick dansutbildning i åtta år. Senare gick hon skådespelarutbildning hos sin far innan hon antogs vid Göteborgs stadsteaters elevskola 1954, tillsammans med Lena Söderblom, Kerstin Tidelius, Lars Engström, Arne Eriksson, Bo Swedberg och Per Jonsson. Därefter har hon varit verksam vid bland annat Malmö stadsteater och Helsingborgs stadsteater. Hon var anställd i TV-teaterns första ensemble 1958–1959.
Hon spelade Anne Frank på Riksteatern 1956 och på Helsingborgs stadsteater 1960. Från 1985 var hon engagerad vid Jönköpings länsteater.
År 1957 gifte hon sig med skådespelarkollegan Arne Eriksson, med vilken hon fick två barn. Makarna skildes 1959, men gifte sig på nytt 1961.

## Filmografi
| År   | Roll                   | Produktion                                            | Noter              |
| ---- | ---------------------- | ----------------------------------------------------- | ------------------ |
| 1956 | Eva                    | Karl för sin hatt                                     | Kortfilm           |
| 1958 | Eleonora               | Påsk                                                  | TV-teater          |
| 1958 | Marrita                | Döden som läromästare                                 | TV-teater          |
| 1958 | Britt                  | Avsked                                                | TV-teater          |
| 1958 | Mary                   | Skandalskolan                                         | TV-teater          |
| 1958 | Maria Angelica         | Maria Angelica                                        | TV-teater          |
| 1958 | Anna                   | Oh, mein Papa                                         | TV-teater          |
| 1959 | Cecilia                | Midsommardröm i fattighuset                           | TV-teater          |
| 1959 | Mary, hushållerskan    | Den skalliga primadonnan                              | TV-teater          |
| 1959 | Cecilia                | Porträtt av jägare                                    | TV-teater          |
| 1959 | Li, tjänsteflicka      | Tillbaka till Eden                                    | TV-teater          |
| 1959 | Sonja                  | Cinderella öppnar balen                               | TV-teater          |
| 1959 | Leonora, tjänsteflicka | Don Ranudo de Colibrados, eller Fattigdom och högfärd | TV-teater          |
| 1961 | Maria Angelica         | Maria Angelica                                        | TV-teater          |
| 1967 | Hélène, dottern        | Moderskärlek                                          | TV-teater          |
| 1969 | Rika, en ung flicka    | En episod under boxarupproret i Kina år 1900          | TV-teater          |
| 1990 | Anna-Lisa Sandtröm     | Fiendens fiende                                       | TV-serie avsnitt 1 |

## Teater

### Roller
| År   | Roll           | Produktion                                                                                              | Regi                       | Teater                   |
| ---- | -------------- | --- | -------------------------- | ------------------------ |
| 1954 | Louison        | Den inbillade sjuke Molière                                                                             | Lars-Levi Læstadius        | Folkparksturné           |
| 1955 |                | Spela min källa Axel Strindberg                                                                         | Kurt-Olof Sundström        | Ronneby brunn            |
| 1956 |                | Petrus Kuräll Olle Mattson                                                                              | Keve Hjelm                 | Göteborgs stadsteater    |
| 1956 | Anne Frank     | Anne Franks dagbok Frances Goodrich och Albert Hackett                                                  | Sandro Malmquist           | Riksteatern              |
| 1957 | Agda           | Johan Ulfstjerna Tor Hedberg                                                                            | Sandro Malmquist           | Riksteatern              |
| 1957 | Rhoda Penmark  | Ont blod (The Bad Seed) Maxwell Anderson                                                                | Per-Axel Branner           | Alléteatern              |
| 1957 | Emily Webb     | Vår lilla stad (Our Town) Thornton Wilder                                                               | Sandro Malmquist           | Riksteatern              |
| 1959 | Bernice Forbes | Angeläget ärende (Errand for Bernice) Jacques Deval                                                     | Hans Strååt                | Bygdeteatern             |
| 1959 | Frida          | Fridas visor eller Oscars fyra bekymmer eller En vecka i Lilla Paris Gösta Sjöberg                      | Frank Sundström            | Helsingborgs stadsteater |
| 1959 | Sophie         | Generalen på skolbänken (L'Hurluberlu ou Le Reactionnaire amoureux ) Jean Anouilh                       | Palle Granditsky           | Helsingborgs stadsteater |
| 1960 | Pamela         | Femfingerövning (Five Finger Exercise) Peter Shaffer                                                    | Frank Sundström            | Helsingborgs stadsteater |
| 1960 | Jeanette Lydie | Lilla helgonet (Mam'zelle Nitouche) Hervé, Henri Meilhac och Albert Millaud                             | Frank Sundström            | Helsingborgs stadsteater |
| 1960 | Anne Frank     | Anne Franks dagbok (The Diary of Anne Frank) Frances Goodrich och Albert Hackett                        | Frank Sundström            | Helsingborgs stadsteater |
| 1960 | Louise         | Jag älskar dig, markatta (Private Lives) Noël Coward                                                    | Palle Granditsky           | Helsingborgs stadsteater |
| 1960 | Dorothée       | Förbjudet att älska eller Trädgårdsmästarens hund (Comedia famosa del Perro del hortelano) Lope de Vega | Frank Sundström            | Helsingborgs stadsteater |
| 1960 |                | Herr Paddas bravader (Toad of Toad Hall) Kenneth Grahame                                                | Jan Hemmel                 | Helsingborgs stadsteater |
| 1961 | Viney          | Miraklet (The Miracle Worker) William Gibson                                                            | Frank Sundström            | Helsingborgs stadsteater |
| 1961 | Jane Raeburn   | Ung och grön (Salad Days) Dorothy Reynolds och Julian Slade                                             | Jan Hemmel Frank Sundström | Helsingborgs stadsteater |
| 1961 | Teresa         | Gisslan (The Hostage) Brendan Behan                                                                     | Lars-Erik Liedholm         | Helsingborgs stadsteater |
| 1962 | Luisa          | Fantasticks Harvey Schmidt och Tom Jones                                                                | Per Sjöstrand              | Helsingborgs stadsteater |
| 1962 |                | Den vackra mjölnerskan (La molinera de Arcos) Alejandro Casona                                          | Bo G. Forsberg             | Helsingborgs stadsteater |
| 1963 | Gerd           | Brand Henrik Ibsen                                                                                      | Lars-Erik Liedholm         | Helsingborgs stadsteater |
| 1963 | Edith          | Min fru går igen (Blithe Spirit) Noël Coward                                                            | Lars-Erik Liedholm         | Helsingborgs stadsteater |
| 1963 | Guillemette    | Farsen om Mäster Pierre Patelin (La Farce de maître Pierre Pathelin)                                    | Bo G. Forsberg             | Helsingborgs stadsteater |
| 1963 | Gunilla        | Job Klockmakares dotter Sara Lidman                                                                     | Lars-Erik Liedholm         | Helsingborgs stadsteater |
| 1963 | Mariane        | Tartuffe (Tartuffe, ou l'Imposteur) Molière                                                             | Per Sjöstrand              | Helsingborgs stadsteater |
| 1967 |                | Snobben Carl Sternheim                                                                                  | Lennart Olsson             | Nöjesteatern             |
| 1967 |                | Klas Klättermus Thorbjørn Egner                                                                         | Per Siwe                   | Nöjesteatern             |
| 1968 |                | Spektakel Staffan Westerberg                                                                            | Karl Rune Johansson        | Nöjesteatern             |
| 1983 | Katarina-mor   | Hästen och tranan Leif Sundberg och Sara Lidman                                                         | Finn Poulsen               | Norrbottensteatern       |

## Radioteater

### Roller
| År   | Roll                       | Produktion                                                | Regi           |
| ---- | -------------------------- | --------------------------------------------------------- | -------------- |
| 1955 | Olaf Bernick               | Samhällets stöttepelare (Samfundets støtter) Henrik Ibsen | Helge Wahlgren |
| 1956 |                            | Tempo, tempo (Der Terminkalender) Max Gundermann          | Åke Falck      |
| 1967 | Butiksbiträdet Lisa Brandt | Efter fem år Folke Mellvig                                | Lennart Olsson |

## Bilder

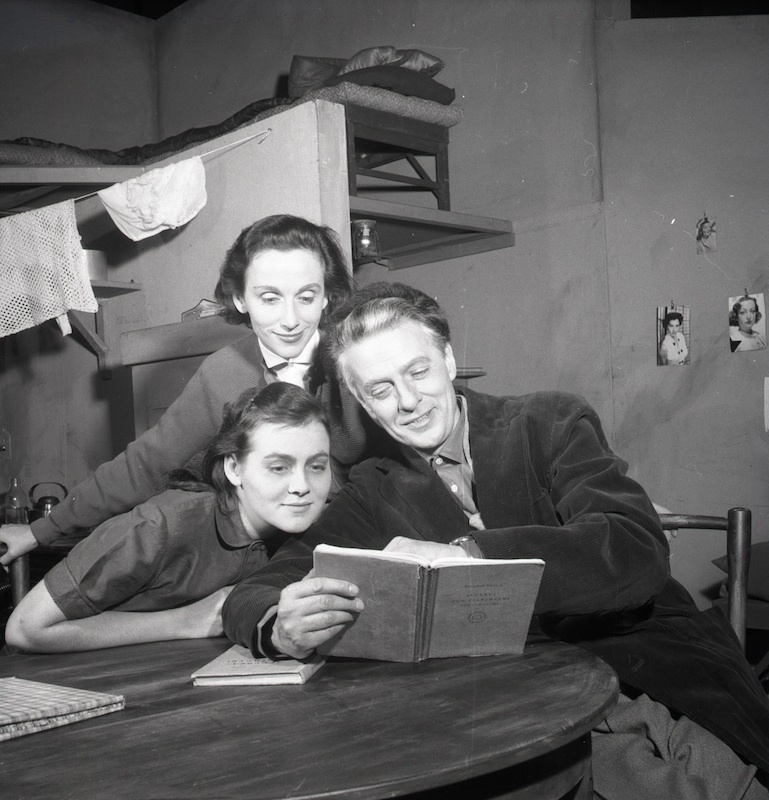
Nadja Witzansky, Marianne Aminoff och Frank Sundström i Riksteaterns uppsättning av Anne Franks dagbok 1956.
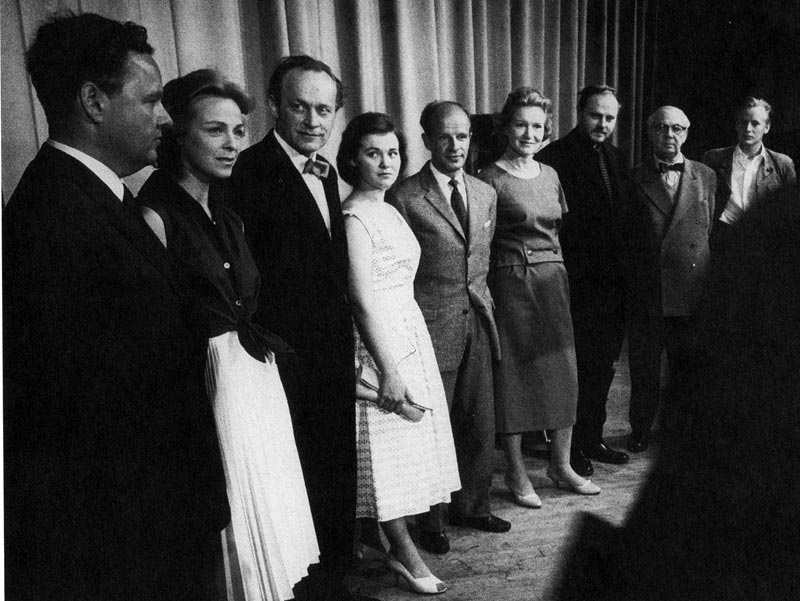
TV-teaterensemblen 1958. Henrik Dyfverman, Gunnel Broström, Hans Strååt, Nadja Witzansky, Ingvar Kjellson, Aino Taube, Erik Strandmark, Erik "Bullen" Berglund och Jan Malmsjö.
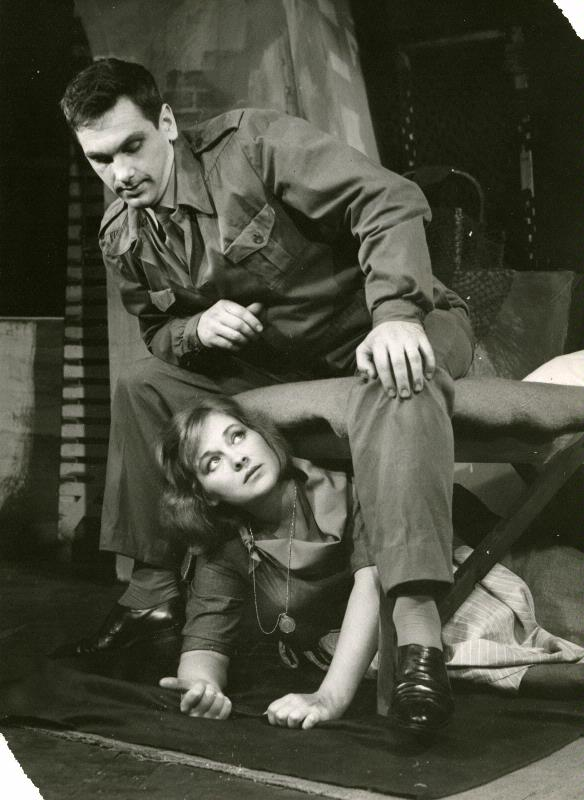
Alf Nilsson och Nadja Witzansky i Gisslan på Helsingborgs stadsteater 1961.
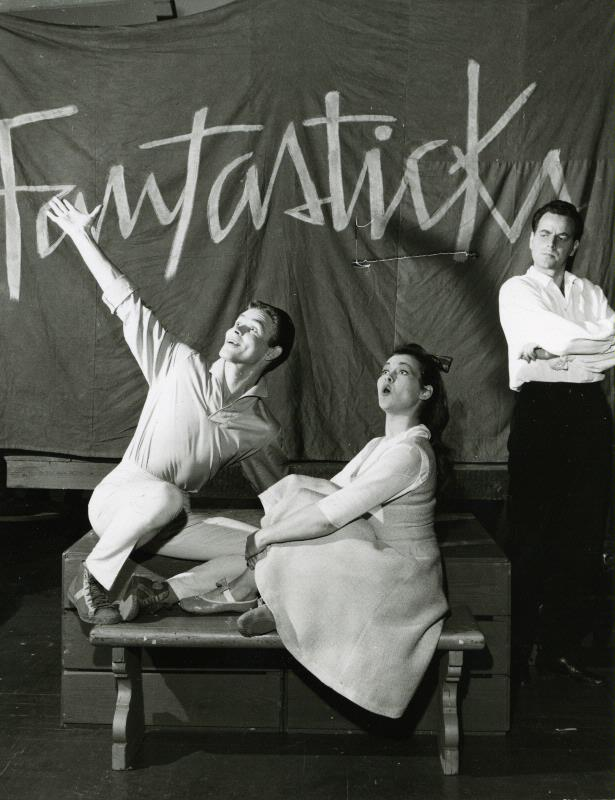
Per Olof Eriksson, Nadja Witzansky och Ulf Qvarsebo i Fantasticks på Helsingborgs stadsteater 1962.